# Grad Ammersoyen
Grad Ammersoyen (nizozemsko Kasteel Ammersoyen) stoji v Ammerzodenu v regiji Bommelerwaard v provinci Gelderland na Nizozemskem. Kdaj je prišlo do prvotne gradnje gradu, ni jasno; nekateri viri trdijo, da je ta stekla že v 12. stoletju. Splošno soglasje med zgodovinarji pa je, da je družina Van Herlaer grad dokončala v 1350-ih. V času gradnje je bil grad zgrajen ob rokavu reke Maas. Le nekaj let po zaključku gradnje gradu so reko preusmerili, tako da je bil grad obdan z jarkom.

## Arhitektura
Grad je bil zasnovan kot obrambna trdnjava. Ko je bila prvotno zgrajena, je imela osrednje dvorišče, obdano s štirimi mogočnimi stolpi na vogalih. Te štiri stolpe so povezovala štiri kurtine, po ena na vsaki strani dvorišča. Grad Ammersoyen je dober primer tipa gradu, ki ga je naredil znanega holandski grof Floris V. Čeprav je bil prvotno zgrajen ob reki, so Van Herlaerji verjeli, da je treba vse štiri strani gradu utrditi. Da bi povečali varnost, je prvotna zasnova vključevala jarek, ki je zagotavljal, da je vsak napadalec lahko vdrl samo skozi sprednji del trdnjave. Razen v kratkem obdobju v začetku 20. stoletja je bil grad ves čas v celoti obdan z jarkom. Grad je bil zgrajen po ustaljenem načrtu, kar je bilo za srednjeveške gradove precej neobičajno. Fiksni tloris pomeni, da je bil celoten grad zgrajen kot celota, za razliko od večfaznosti, kar se je pogosto dogajalo pri drugih srednjeveških gradovih.

## Lokacija
Najzgodnejša omemba mesta Ammerzoden ali Ambersoi, kot je bilo nekoč znano, je bila v 11. stoletju. Glede na to, da je bila vas zgrajena ob reki z zelo rodovitnimi površinami, je bila do nastanka gradu v 14. stoletju najverjetneje le majhna kmečka skupnost z majhnim pomenom. Danes v vasi živi približno 4000 ljudi, od leta 1999 pa je del občine Maasdriel. Pred letom 1999 je bil Ammerzoden svoja občina.

## Zgodovina
Leta 1026 se kot lastnik gospostva omenja neki Rotard Ambersoyski. Leta 1250 se omenja vojak ali vitez "miles de Ambersoye".
Leta 1280 je Johan van Herlaer omenjen kot gospodar Ammersoyena, vendar ni jasno, ali je obstajal tudi grad.

### 14. – 16. stoletje
Dirk Van Herlaer iz družine Van Herlaer je zgradil grad v 1350-ih. Po Dirkovi smrti leta 1354 je grad prešel v last njegovega najstarejšega sina Gerharda. V naslednjih 30 letih je grad večkrat prešel med člani družine. Ko je Gerhard umrl, je grad prejel njegov brat Arent. Gerhard ni imel otrok, ki bi zahtevali grad kot del njihove dediščine, kar je razlog, da je bil prenesen na njegovega brata. Ko je leta 1384 Arent umrl, je grad dobil njegov sin Arent Hoeman, ki je bil vazal Gelderskih grofov. Pod Arentom Hoemanom so Van Herlaerji za vedno izgubili nadzor nad gradom.
Grad je v provinci Gelderland na Nizozemskem. V poznem 14. stoletju sta vojvoda Viljem Gelderski in Juliški nadzorovala Gelderland. Arent Hoeman je bil eden najbolj zaupanja vrednih prijateljev vojvode Viljema. Leta 1386 je izbruhnila vojna zaradi zemljiškega spora med Gelderlandom in vojvodino Brabanta. Burgundijci so v tem času agresivno poskušali razširiti svoje ozemlje in poskušali zavzeti dele Gelderlanda.
Kljub tesnemu odnosu z vojvodo Viljemom se je Arent Hoeman postavil na stran vojvodinje Johane Brabantske. Ni presenetljivo, da je Viljem to videl kot dejanje izdaje in je nenadoma prekinil svoje prijateljstvo z Arentom Hoemanom. Le nekaj dni pozneje je vojvoda Viljem vdrl v Ammerzoden in zajel Arenta Hoemana in grad. Tako je leta 1386 grad prešel pod oblast vojvode Viljema.
Po koncu vojne je vojvoda Viljem leta 1405 grad podaril svojemu nezakonskemu sinu. Njegov sin gradu ni dolgo obdržal, saj ga je leta 1424 prodal Johanu Van Broeckhuysenu, gospodu Waardenburga. Grad je naslednjih 400 let menjal lastnika le s poroko. Leta 1496 se je Johana Van Broeckhuysen poročila z Otonom Van Arkelom, kar je na koncu dalo družini Van Arkel nadzor nad gradom za stoletja. Družina Van Arkel je bila v času poroke znana in precej premožna družina v regiji. Ob koncu svoje vladavine so Van Arkelovi nadzorovali grad pet generacij.
Leta 1513, med gelderskimi vojnami, so Habsburžani poskušali prevzeti nadzor nad gradom preko reke Maas in ga za kratek čas zasedli. Burgundske čete, ki jih je vodil grof Henrik van Nassau, so sredi 16. stoletja za kratek čas zasedle grad. Med obleganjem in kasnejšo okupacijo je bil grad zmerno poškodovan in je bilo treba zamenjati veliko osebnega premoženja. Na tej točki svoje vladavine so bili Van Arkelovi še zelo bogati, zato so imeli sredstva za popravilo gradu.
Grad je bil za kratek čas spet zaseden leta 1572, ko so Španci vdrli na Nizozemsko. Vendar Španci gradu niso dolgo zasedali, saj je princu Viljemu Oranskemu in njegovim vojakom uspelo pregnati španske čete. Ta osvoboditev gradu je zmanjšala škodo, ki so jo povzročili Španci. Do leta 1590 je bil grad popolnoma popravljen in ponovno skoraj uničen, tokrat v požaru.
Takratni grajski gospod Joris Van Arkel je umrl zaradi poškodb, ki jih je utrpel med požarom.

### 18. stoletje – danes
Zaradi pomanjkanja denarja so Van Arkelovi grad lahko obnovili šele v 17. stoletju. Ta požar je izbruhnil med osemdesetletno vojno in povzročil družini zelo negotove občutke glede svoje ekonomske prihodnosti. Zato se šele ob koncu osemdesetletne vojne sredi 17. stoletja na gradu začne obsežna obnova.

#### Arhitekturne spremembe
Ko so Van Arkelovi ponovno pridobili dovolj bogastva za obnovo gradu, je tedanja arhitektura postala zastarela. Zaradi tega je družina močno spremenila zasnovo gradu. Zunanjost so obnovili v enaki obliki kot izvirnik, vendar so notranjost precej spremenili. Glede na to, koliko so se arhitekturni slogi spremenili od ustanovitve gradu, je zelo presenetljivo, da se je takratni gospodar Tomas Walraven Van Arkel odločil obnoviti zunanjost v tradicionalnem srednjeveškem slogu. Zaradi sprememb v arhitekturnih slogih se je notranjost gradu spremenila v veliko udobnejši bivalni prostor. Prvotni grad je imel tradicionalne velike prostore z visokimi stropi. Med temi velikimi prostori je bila velika viteška dvorana. Tovrstni prostori so bili v srednjeveških gradovih zelo pogosti. Ko so Van Arkelovi popravili grad, so se znebili velike dvorane in namesto nje uredili številne, manjše sobe.
Na splošno so obnove gradu zmanjšale prostore in jih skrajšale. V obnove so bili vključeni številni kamini in druga sodobnejša oprema. Ena redkih sprememb zunanjosti gradu je bilo dodajanje več oken. Ker je bil prvotni grad zgrajen predvsem za obrambo, ni imel veliko oken, saj bi bila zaradi njih trdnjava bolj ranljiva med napadi.

#### Francoska invazija
Kmalu po zaključku obnove sredi 17. stoletja je francoski kralj Ludvik XIV. napadel Nizozemsko. Ta invazija je bila med francosko-nizozemsko vojno ali nizozemsko vojno, kot jo običajno imenujemo. Ta vojna se je deloma začela kot odgovor na podpis Nizozemskega zavezništva s Španci in Angleži proti Francozom v devolucijski vojni v 1660-ih. Kralj Ludvik XIV. je to videl kot izdajo Nizozemcev in se je odločil, da jih bo v odgovor napadel.
Do takrat, ko so leta 1672 francoski vojaki prispeli na grad, so Van Arkelovi lahko ponovno pridobili nekaj svojega prejšnjega bogastva. Ko so se Francozi prebijali skozi nizozemsko pokrajino, so uničili številne gradove. Francoski vojaki so grozili tudi z uničenjem gradu Ammersoyen, vendar je Tomas Van Arkel lahko kupil varnost gradu od Francozov tako, da je francoskemu poveljniku ponudil 7000 guldnov. Čeprav je to zagotovilo varnost gradu, je Van Arkelove pustilo v velikem dolgu. Ta dolg je pomenil, da končne prenove notranjosti pod Van Arkelovimi ni bilo mogoče dokončati. Leta 1693, po smrti zadnjega Van Arkelsa, Tomasa, je grad v naslednjem stoletju prišel v roke številnih drugih nizozemskih družin. Lastniki gradu so bile v tem obdobju pogosto zelo bogate družine, ki so imele različna posestva po vsej pokrajini in so bile na gradu le malo časa.
Zadnja družina, ki je imela grad v lasti, je bila družina Woelmont sredi 19. stoletja. Zadnji gospodar Ammersoyena je bil Artur de Woelmont, ki je grad kupil leta 1856. V naslednjih 17 letih je nazadnje prodal vse posesti gradu in leta 1873 grad prodal rimskokatoliški cerkvi v Ammerzodnu.
Do leta 1876 je bil grad spremenjen v samostan, ki so ga uporabljale klarise. Grad je tako postal drugi samostan Klaris na Nizozemskem. Nune so bistveno spremenile okolico, ko so živele v gradu. Jarek so zasuli in na tem mestu zgradili kapelo, ki je tam še danes. Začetek druge svetovne vojne je povzročil konec samostana, saj je bilo območje močno bombardirano. Velik del gradu in posesti je bil uničen med zavezniškim bombardiranjem v drugi svetovni vojni. Grad je prebivalcem mesta omogočil, da so med vojno poiskali zatočišče, čeprav do konca vojne ni veliko gradu ostalo stoječega. Po vojni je lokalni poslovnež uporabljal grad kot tovarno za proizvodnjo pralnih strojev.
Leta 1957 je fundacija Friends of Gelderland Castles kupila grad in opravila obsežna popravila. V naslednjih 16 letih jim je uspelo obnoviti grad v prvotni srednjeveški podobi. To je pomenilo razveljavitev številnih strukturnih sprememb, ki so se zgodile skozi stoletja. Čeprav se to sliši kot zelo težko delo, je bilo veliko sprememb, ki so se zgodile, pravzaprav samo prekrite z ometom in opeko. Obnova prvotne postavitve pravzaprav ni bila tako otežena. Prostore so obnovili v prvotni velikosti in višini, rekonstruirali dimnike in prestavili stopnišča. Z izkopavanjem zasutega jarka je fundacija uspela pridobiti številne artefakte iz celotne zgodovine gradu. Med najdenimi kosi so bili odlomki keramike, lončevine, stekla, srebra, brona in kositra. Ti artefakti so danes razstavljeni na grajskem podstrešju. Grad in okolica sta bila v celoti obnovljena do leta 1976, danes pa je odprta za oglede in druge funkcije. Od leta 1976 do 1999 je bil grad uporabljen ne le kot turistična atrakcija, ampak tudi kot uradna mestna hiša in zbirališče lokalne občine. Po prenehanju obstoja občine Ammerzoden leta 1999 so bila srečanja prestavljena iz gradu.